# Route nationale 802
Die Route nationale 802, RN 802 oder N 802, war eine französische Nationalstraße, die von 1933 bis 1973 zwischen Barfleur und Carteret verlief. Ihre Länge betrug 55,5 Kilometer. Bei der ersten Festlegung der Nationalstraße im Jahr 1933 wurde sie auf die Trasse der Route nationale 804 geführt. Diese wurde im selben Jahr noch getauscht.